# Olivia Gadecki
Olivia Gadecki (Gold Coast, 24 aprile 2002) è una tennista australiana.
Ha conquistato un titolo WTA in doppio e il suo miglior risultato nei tornei dello Grande Slam e la vittoria in doppio misto agli Australian Open 2025.

## Biografia
Olivia Gadecki è nata e cresciuta a Gold Coast, dove ha iniziato a giocare a tennis all'età di tre anni. Ha frequentato la Southport State High School durante la sua adolescenza.

## Carriera

### 2016-2021: esordi, prima vittoria WTA, primi titoli ITF
Ha fatto il suo debutto nell'ITF Women's Circuit prendendo parte ad un torneo a Brisbane nel settembre 2016. Nel 2019 entra per la prima volta nel ranking WTA dal quale esce l'anno successivo poiché non disputa alcun torneo professionistico se non pochi eventi juniores giocati prima dello stop forzato a causa della pandemia di covid-19.
Nel gennaio 2021 grazie all'ottenimento di una wild card debutta nel WTA Tour, al torneo di Melbourne, perdendo al primo turno contro Bernarda Pera; la settimana seguente, sempre grazie ad una wild card, prende parte per la prima volta alle qualificazioni di un torneo del Grande Slam, all'Australian Open, dove si ferma al secondo incontro.
Il mese seguente conquista la sua prima vittoria a livello di tabellone principale al Phillip Island Trophy e batte al secondo turno la numero 4 del mondo Sofia Kenin. Si è poi arresa al turno successivo, risultato che però le garantisce il ritorno nelle classifiche, alla 642ª posizione. A maggio conquista il primo titolo ITF, al torneo $15,000 di Adalia e ad agosto il $25,000 di Vigo. Conclude l'anno alla posizione n°240 del ranking.

### 2022-2023: quarti di finale WTA 125, secondo turno agli Australian Open, top 150
Nel 2022, dopo tre finali ITF perse consecutivamente, riesce a qualificarsi al torneo su erba di 's-Hertogenbosch dove costringe Anhelina Kalinina al terzo set; mentre a luglio raggiunge i primi quarti di finale in un toreo WTA 125 sul rosso di Contrexéville. Conclude l'anno al n°201.
Nel 2023, grazie ad una wild card, fa il suo esordio assoluto nel main-draw di uno Slam a Melbourne dove batte Polina Kudermetova in due set, prima di essere fermata dalla n°61 Marta Kostjuk. Anche nel doppio con Priscilla Hon esce al secondo turno, mentre ottiene ottimi risultati nel doppio misto in coppia con Marc Polmans, poiché i due si spingono fino alle semifinali. Dopo lo Slam australiano entra nella top 100 in singolare.

## Statistiche WTA

### Singolare

#### Sconfitte (1)
| Legenda              |
| -------------------- |
| Grande Slam (0)      |
| Argenti Olimpici (0) |
| WTA Finals (0)       |
| WTA Elite Trophy (0) |
| Dal 2021             |
| WTA 1000 (0)         |
| WTA 500 (1)          |
| WTA 250 (0)          |

| N. | Data              | Torneo                        | Superficie | Avversaria in finale | Punteggio   |
| 1. | 15 settembre 2024 | Guadalajara Open, Guadalajara | Cemento    | Magdalena Fręch      | 6(5)-7, 4-6 |

### Doppio

#### Vittorie (1)
| Legenda              |
| -------------------- |
| Grande Slam (0)      |
| Ori Olimpici (0)     |
| WTA Finals (0)       |
| WTA Elite Trophy (0) |
| Dal 2021             |
| WTA 1000 (0)         |
| WTA 500 (0)          |
| WTA 250 (1)          |

| N. | Data         | Torneo           | Superficie | Compagna        | Avversarie in finale           | Risultato |
| 1. | 3 marzo 2024 | ATX Open, Austin | Cemento    | Olivia Nicholls | Katarzyna Kawa Bibiane Schoofs | 6-2, 6-4  |

### Doppio misto

#### Vittorie (1)
| Legenda                 |
| ----------------------- |
| Australian Open (1)     |
| Open di Francia (0)     |
| Torneo di Wimbledon (0) |
| US Open (0)             |
| Ori Olimpici (0)        |

| N. | Anno            | Torneo                     | Superficie | Compagno   | Avversari in finale                 | Punteggio        |
| 1. | 24 gennaio 2025 | Australian Open, Melbourne | Cemento    | John Peers | Kimberly Birrell John-Patrick Smith | 3-6, 6-4, [10-8] |

## Circuito WTA 125

### Doppio

#### Vittorie (2)
| N. | Data           | Torneo                             | Superficie | Compagna        | Avversarie in finale          | Punteggio              |
| 1. | 19 agosto 2023 | Golden Gate Open, Stanford         | Cemento    | Jodie Burrage   | Hailey Baptiste Claire Liu    | 7-6(4), 6(6)-7, [10-8] |
| 2. | 16 marzo 2024  | Fifth Third Charleston, Charleston | Cemento    | Olivia Nicholls | Sara Errani Tereza Mihalíková | 6-2, 6-1               |

## Statistiche ITF

### Singolare

#### Vittorie (3)
| Torneo $100.000 (0) |
| Torneo $80.000 (0)  |
| Torneo $60.000 (0)  |
| Torneo $40.000 (1)  |
| Torneo $25.000 (1)  |
| Torneo $15.000 (1)  |

| N. | Data           | Torneo                                             | Superficie  | Avversaria in finale | Score    |
| 1. | 2 maggio 2021  | Tennis Organisation, Adalia                        | Terra rossa | Julija Avdeeva       | 6-3, 6-2 |
| 2. | 29 agosto 2021 | Torneo Internacional Femenino Ciudad de Vigo, Vigo | Cemento     | Yuriko Lily Miyazaki | 6-2, 6-4 |
| 3. | 4 giugno 2023  | Montemor Ladies Open, Montemor-o-Novo              | Cemento     | Arina Rodionova      | 6-3, 6-2 |

#### Sconfitte (11)
| Torneo $100.000 (1) |
| Torneo $80.000 (0)  |
| Torneo $60.000 (5)  |
| Torneo $40.000 (0)  |
| Torneo $25.000 (4)  |
| Torneo $15.000 (1)  |

| N.  | Data             | Torneo                                           | Superficie  | Avversaria in finale | Score               |
| 1.  | 11 aprile 2021   | Jolie Ville Golf Women's, Sharm el-Sheikh        | Cemento     | Lee Ya-hsuan         | 3-6, 3-6            |
| 2.  | 13 giugno 2021   | Internacional Brezo Osuna Trofeo Arcadis, Madrid | Cemento     | Robin Anderson       | 3-6, 7-6(3), 6(8)-7 |
| 3.  | 6 marzo 2022     | Bendigo Pro Tour, Bendigo                        | Cemento     | Asia Muhammad        | 2-6, 4-6            |
| 4.  | 13 marzo 2022    | Bendigo Pro Tour, Bendigo                        | Cemento     | Jaimee Fourlis       | 3-6, rit.           |
| 5.  | 27 marzo 2022    | ACT Clay Court International, Canberra           | Terra rossa | Moyuka Uchijima      | 2-6, 2-6            |
| 6.  | 5 febbraio 2023  | Burnie International, Burnie                     | Cemento     | Storm Hunter         | 4-6, 3-6            |
| 7.  | 12 febbraio 2023 | Burnie International, Burnie                     | Cemento     | Jaimee Fourlis       | 4-6, 3-6            |
| 8.  | 19 marzo 2023    | Canberra Claycourt International, Canberra       | Terra rossa | Priscilla Hon        | 6-4, 2-6, 4-6       |
| 9.  | 26 marzo 2023    | Canberra Claycourt International, Canberra       | Terra rossa | Wang Yafan           | 6-3, 2-6, 0-6       |
| 10. | 3 dicembre 2023  | Gold Coast Tennis International, Gold Coast      | Cemento     | Talia Gibson         | 5-7, 2-6            |
| 11. | 11 agosto 2024   | Koser Jeweler Tennis Challenge, Landisville      | Cemento     | McCartney Kessler    | 6-4, 2-6, 4-6       |

### Doppio

#### Vittorie (11)
| Torneo $100.000 (3) |
| Torneo $80.000 (0)  |
| Torneo $60.000 (1)  |
| Torneo $40.000 (1)  |
| Torneo $25.000 (4)  |
| Torneo $15.000 (2)  |

| N.  | Data             | Torneo                                             | Superficie  | Compagna               | Avversarie in finale               | Score            |
| 1.  | 3 aprile 2021    | Jolie Ville Golf Women's, Sharm el-Sheikh          | Cemento     | Elena Teodora Cadar    | Raphaëlle Lacasse Anna Sisková     | 6-3, 6-4         |
| 2.  | 24 aprile 2021   | Tennis Organisation, Adalia                        | Terra rossa | Sada Nahimana          | Lee So-ra Misaki Matsuda           | 6-3, 1-6, [11-9] |
| 3.  | 11 giugno 2021   | Internacional Brezo Osuna Trofeo Arcadis, Madrid   | Cemento     | Destanee Aiava         | Mana Ayukawa Han Na-lae            | 6-3, 6-3         |
| 4.  | 17 luglio 2021   | Open Araba en Femenino, Vitoria                    | Cemento     | Rebeka Masarova        | Celia Cerviño Ruiz Olivia Nicholls | 6-3, 6-3         |
| 5.  | 27 agosto 2021   | Torneo Internacional Femenino Ciudad de Vigo, Vigo | Cemento     | Alicia Barnett         | Conny Perrin Laura Pigossi         | 6-3, 6-2         |
| 6.  | 25 febbraio 2023 | Swan Hill International, Swan Hill                 | Erba        | Lily Fairclough        | Liang En-shuo Wang Yafan           | 6-3, 6-3         |
| 7.  | 7 maggio 2023    | Wiesbaden Tennis Open, Wiesbaden                   | Terra rossa | Jaimee Fourlis         | Emily Appleton Julia Lohoff        | 6-1, 6-4         |
| 8.  | 7 ottobre 2023   | Jcastillo-Occident, Baza                           | Cemento     | Samantha Murray Sharan | Lea Bošković Ángela Fita Boluda    | 7-5, 4-6, [10-4] |
| 9.  | 14 ottobre 2023  | The Campus Carby Ladies Open, Quinta do Lago       | Cemento     | Heather Watson         | Francisca Jorge Matilde Jorge      | 6-4, 6-1         |
| 10. | 22 ottobre 2023  | GB Pro-Series Shrewsbury, Shrewsbury               | Cemento (i) | Harriet Dart           | Elena Malõgina Barbora Palicová    | 6-0, 6-2         |
| 11. | 12 aprile 2025   | Zaragoza Open, Saragozza                           | Terra rossa | Aldila Sutjiadi        | Aliona Bolsova Ángela Fita Boluda  | 6-4, 6-3         |

#### Sconfitte (8)
| Torneo $100.000 (1) |
| Torneo $80.000 (0)  |
| Torneo $60.000 (3)  |
| Torneo $40.000 (0)  |
| Torneo $25.000 (3)  |
| Torneo $15.000 (1)  |

| N. | Data             | Torneo                                      | Superficie  | Compagna            | Avversarie in finale             | Score               |
| 1. | 10 aprile 2021   | Jolie Ville Golf Women's, Sharm el-Sheikh   | Cemento     | Elena Teodora Cadar | Alicia Barnett Lina Glushko      | 4-6, 2-6            |
| 2. | 23 ottobre 2021  | ITF Future Hamburg, Amburgo                 | Cemento (i) | Sada Nahimana       | Kamilla Bartone Ylena In-Albon   | 4-6, 3-6            |
| 3. | 11 febbraio 2023 | Burnie International, Burnie                | Cemento     | Lily Fairclough     | Destanee Aiava Naiktha Bains     | 3-6, 5-7            |
| 4. | 4 marzo 2023     | Swan Hill International, Swan Hill          | Erba        | Petra Hule          | Elysia Bolton Alexandra Bozovic  | 6(3)-7, 6-2, [7-10] |
| 5. | 26 marzo 2023    | Canberra Claycourt International, Canberra  | Terra rossa | Destanee Aiava      | Erina Hayashi Yuki Naito         | 6(2)-7, 5-7         |
| 6. | 5 agosto 2023    | Lexington Challenger, Lexington             | Cemento     | Dalayna Hewitt      | Alexis Blokhina Ava Markham      | 4-6, 6(1)-7         |
| 7. | 13 agosto 2023   | Koser Jeweler Tennis Challenge, Landisville | Cemento     | Mai Hontama         | Sophie Chang Julija Starodubceva | w/o                 |
| 8. | 28 ottobre 2023  | GB Pro-Series Glasgow, Glasgow              | Cemento (i) | Freya Christie      | Francisca Jorge Maia Lumsden     | 3-6, 1-6            |

## Vittorie contro giocatrici Top 10
| Stagione | 2021 | Totale |
| Vittorie | 1    | 1      |

| #    | Giocatrice  | Ranking | Evento                           | Superficie | Turno | Punteggio        | Classifica |
| ---- | ----------- | ------- | -------------------------------- | ---------- | ----- | ---------------- | ---------- |
| 2021 |             |         |                                  |            |       |                  |            |
| 1.   | Sofia Kenin | 4       | Phillip Island Trophy, Melbourne | Cemento    | 2T    | 2-6, 7-6(4), 6-4 | N.C.       |